# Żebbuġ Rangers
Der Żebbuġ Rangers FC ist ein maltesischer Fußballverein aus der Gemeinde Żebbuġ.

## Geschichte
Bis in die späten 1960er Jahre spielten die Rangers in der dritten Liga. Der erstmalige Aufstieg in die zweite Liga gelang in der Saison 1967/68, als die Rangers nach einem langen Kopf-an-Kopf-Rennen mit den Vittoriosa Stars die Meisterschaft der Sektion B der Third Division gewannen.
Bisher absolvierten die Rangers insgesamt neun Spielzeiten in der höchsten maltesischen Spielklasse, der Maltese Premier League, davon vier Spielzeiten hintereinander von 1973 bis 1976. Der größte Erfolg war dabei der 5. Platz 1973/74. Der letzte Wiederaufstieg in die erste Liga gelang 2014, doch nach nur einer Saison erfolgte der erneute Abstieg in die zweitklassige Maltese First Division.